# Francia ai XXIII Giochi olimpici invernali
La Francia ha partecipato ai XXIII Giochi olimpici invernali, che si sono svolti dal 9 al 28 febbraio 2018 a Pyeongchang in Corea del Sud, con una delegazione composta da 106 atleti più una riserva nel bob.

## Medaglie
| Riepilogo quotidiano | Riepilogo quotidiano | Riepilogo quotidiano | Riepilogo quotidiano | Riepilogo quotidiano | Riepilogo quotidiano |
| -------------------- | -------------------- | -------------------- | -------------------- | -------------------- | -------------------- |
| Giorno               | Data                 |                      |                      |                      | Totale               |
| 1º                   | 10                   | 0                    | 0                    | 0                    | 0                    |
| 2º                   | 11                   | 1                    | 0                    | 0                    | 1                    |
| 3º                   | 12                   | 1                    | 0                    | 1                    | 2                    |
| 4º                   | 13                   | 0                    | 1                    | 1                    | 2                    |
| 5º                   | 14                   | 0                    | 0                    | 0                    | 0                    |
| 6º                   | 15                   | 1                    | 0                    | 0                    | 1                    |
| 7º                   | 16                   | 0                    | 1                    | 0                    | 1                    |
| 8º                   | 17                   | 0                    | 0                    | 0                    | 0                    |
| 9º                   | 18                   | 1                    | 0                    | 2                    | 3                    |
| 10º                  | 19                   | 0                    | 0                    | 0                    | 0                    |
| 11º                  | 20                   | 1                    | 2                    | 0                    | 3                    |
| 12º                  | 21                   | 0                    | 0                    | 1                    | 1                    |
| 13º                  | 22                   | 0                    | 0                    | 1                    | 1                    |
| 14º                  | 23                   | 0                    | 0                    | 0                    | 0                    |
| 15º                  | 24                   | 0                    | 0                    | 0                    | 0                    |
| 16º                  | 25                   | 0                    | 0                    | 0                    | 0                    |
| Totale               | Totale               | 5                    | 4                    | 6                    | 15                   |

### Medagliere per discipline
| Sport                 | Oro | Argento | Bronzo | Totale |
| --------------------- | --- | ------- | ------ | ------ |
| Biathlon              | 3   | 0       | 2      | 5      |
| Freestyle             | 1   | 1       | 0      | 2      |
| Sci alpino            | 0   | 1       | 2      | 3      |
| Snowboard             | 1   | 1       | 0      | 2      |
| Sci di fondo          | 0   | 0       | 2      | 2      |
| Pattinaggio di figura | 0   | 1       | 0      | 1      |
| Totale                | 5   | 4       | 6      | 15     |

### Medaglie d'oro
| Medaglia | Nome                                                             | Sport     | Evento                           |
| -------- | ---------------------------------------------------------------- | --------- | -------------------------------- |
| Oro      | Martin Fourcade                                                  | Biathlon  | 12,5 km inseguimento maschile    |
| Oro      | Perrine Laffont                                                  | Freestyle | Gobbe femminile                  |
| Oro      | Pierre Vaultier                                                  | Snowboard | Snowboard cross maschile         |
| Oro      | Martin Fourcade                                                  | Biathlon  | 15 km partenza in linea maschile |
| Oro      | Marie Dorin Habert Anaïs Bescond Simon Desthieux Martin Fourcade | Biathlon  | Staffetta mista                  |

### Medaglie d'argento
| Medaglia | Nome                                  | Sport                 | Evento                    |
| -------- | ------------------------------------- | --------------------- | ------------------------- |
| Argento  | Alexis Pinturault                     | Sci alpino            | Combinata maschile        |
| Argento  | Julia Pereira De Sousa Mabileau       | Snowboard             | Snowboard cross femminile |
| Argento  | Gabriella Papadakis Guillaume Cizeron | Pattinaggio di figura | Danza su ghiaccio         |
| Argento  | Marie Martinod                        | Freestyle             | Halfpipe femminile        |

### Medaglie di bronzo
| Medaglia | Nome                                                                     | Sport        | Evento                       |
| -------- | ------------------------------------------------------------------------ | ------------ | ---------------------------- |
| Bronzo   | Anaïs Bescond                                                            | Biathlon     | 10 km inseguimento femminile |
| Bronzo   | Victor Muffat Jeandet                                                    | Sci alpino   | Combinata maschile           |
| Bronzo   | Alexis Pinturault                                                        | Sci alpino   | Slalom gigante maschile      |
| Bronzo   | Jean Marc Gaillard Maurice Manificat Clément Parisse Adrien Backscheider | Sci di fondo | Staffetta 4x10 km maschile   |
| Bronzo   | Maurice Manificat Richard Jouve                                          | Sci di fondo | Sprint a squadre maschile    |
| Bronzo   | Anaïs Chevalier Marie Dorin Habert Justine Braisaz Anaïs Bescond         | Biathlon     | Staffetta 4x6 km femminile   |

## Biathlon

### Maschile
La Francia ha diritto a schierare 6 atleti in seguito ad aver terminato tra le prime cinque posizioni del ranking maschile per nazioni della Coppa del Mondo di biathlon 2017.
| Gara                    | Atleta                                                              | Penalità    | Tempo d'arrivo | Posizione |
| ----------------------- | ------------------------------------------------------------------- | ----------- | -------------- | --------- |
| 10 km sprint            | Simon Desthieux                                                     | 2 (2+0)     | 24'11"1        | 12º       |
| 10 km sprint            | Quentin Fillon Maillet                                              | 4 (3+1)     | 25'28"1        | 48º       |
| 10 km sprint            | Martin Fourcade                                                     | 3 (3+0)     | 24'00"9        | 8º        |
| 10 km sprint            | Antonin Guigonnat                                                   | 3 (1+2)     | 24'37"5        | 27º       |
| 12,5 km inseguimento    | Simon Desthieux                                                     | 3 (1+0+1+1) | 33'55"4        | 7º        |
| 12,5 km inseguimento    | Quentin Fillon Maillet                                              | 7 (3+0+2+2) | 37'57"2        | 44º       |
| 12,5 km inseguimento    | Martin Fourcade                                                     | 1 (1+0+0+0) | 32'51"7        |           |
| 12,5 km inseguimento    | Antonin Guigonnat                                                   | 5 (2+1+0+2) | 35'27"9        | 19º       |
| 20 km individuale       | Simon Desthieux                                                     | 4 (0+2+1+1) | 51'03"6        | 27º       |
| 20 km individuale       | Martin Fourcade                                                     | 2 (0+0+0+2) | 48'46"2        | 5º        |
| 20 km individuale       | Antonin Guigonnat                                                   | 2 (0+2+0+0) | 50'33"5        | 23º       |
| 20 km individuale       | Émilien Jacquelin                                                   | 7 (2+2+2+1) | 55'26"1        | 77º       |
| 15 km partenza in linea | Simon Desthieux                                                     | 5 (1+2+2+0) | 37'45"9        | 22º       |
| 15 km partenza in linea | Quentin Fillon Maillet                                              | 7 (3+2+2+0) | 38'57"5        | 29º       |
| 15 km partenza in linea | Martin Fourcade                                                     | 2 (1+0+0+1) | 35'47"3        |           |
| 15 km partenza in linea | Antonin Guigonnat                                                   | 5 (1+0+2+2) | 37'15"3        | 19º       |
| Staffetta 4x7,5 km      | Simon Desthieux Émilien Jacquelin Martin Fourcade Antonin Guigonnat | 15 (3+12)   | 1h18'43"1      | 5ª        |

### Femminile
La Francia ha diritto a schierare 6 atlete in seguito ad aver terminato tra le prime 5 posizioni del ranking femminile per nazioni della Coppa del Mondo di biathlon 2017.
| Gara                      | Atleta                                                           | Penalità    | Tempo d'arrivo | Posizione |
| ------------------------- | ---------------------------------------------------------------- | ----------- | -------------- | --------- |
| 7,5 km sprint             | Anaïs Bescond                                                    | 2 (0+2)     | 22'20"8        | 19ª       |
| 7,5 km sprint             | Justine Braisaz                                                  | 2 (1+1)     | 21'54"1        | 10ª       |
| 7,5 km sprint             | Anaïs Chevalier                                                  | 2 (1+1)     | 22'15"6        | 16ª       |
| 7,5 km sprint             | Marie Dorin Habert                                               | 1 (1+0)     | 21'39"3        | 4ª        |
| 10 km inseguimento        | Anaïs Bescond                                                    | 1 (0+0+1+0) | 31'04"9        |           |
| 10 km inseguimento        | Justine Braisaz                                                  | 7 (0+2+1+4) | 34'08"8        | 34ª       |
| 10 km inseguimento        | Anaïs Chevalier                                                  | 5 (3+0+0+2) | 33'28"0        | 24ª       |
| 10 km inseguimento        | Marie Dorin Habert                                               | 7 (2+0+2+3) | 33'37"8        | 27ª       |
| 15 km individuale         | Célia Aymonier                                                   | 5 (2+1+0+2) | 46'40"3        | 48ª       |
| 15 km individuale         | Anaïs Bescond                                                    | 3 (2+0+1+0) | 45'10"9        | 31ª       |
| 15 km individuale         | Justine Braisaz                                                  | 5 (1+2+2+0) | 46'57"2        | 55ª       |
| 15 km individuale         | Anaïs Chevalier                                                  | 3 (1+1+1+0) | 45'01"9        | 28ª       |
| 12,5 km partenza in linea | Anaïs Bescond                                                    | 4 (1+0+2+1) | 37'23"5        | 17ª       |
| 12,5 km partenza in linea | Justine Braisaz                                                  | 5 (0+1+3+1) | 37'49"6        | 20ª       |
| 12,5 km partenza in linea | Anaïs Chevalier                                                  | 6 (2+3+1+0) | 40'39"7        | 29ª       |
| 12,5 km partenza in linea | Marie Dorin Habert                                               | 2 (0+1+0+1) | 36'20"9        | 9ª        |
| Staffetta 4x6 km          | Anaïs Chevalier Marie Dorin Habert Justine Braisaz Anaïs Bescond | 14 (0+14)   | 1h12'21"0      |           |

### Gare miste
| Gara                        | Atleti                                                           | Penalità | Tempo d'arrivo | Posizione |
| --------------------------- | ---------------------------------------------------------------- | -------- | -------------- | --------- |
| Staffetta 2x6 km + 2x7,5 km | Marie Dorin Habert Anaïs Bescond Simon Desthieux Martin Fourcade | 4 (0+4)  | 1h08'34"3      |           |

## Bob
La Francia ha qualificato nel bob due equipaggi: uno nel bob a due maschile e uno nel bob a quattro maschile per un totale di sei atleti(*).
| Gara                   | Equipaggio                                                     | 1ª manche | 2ª manche | 3ª manche | 4ª manche | Totale  | Posizione |
| ---------------------- | -------------------------------------------------------------- | --------- | --------- | --------- | --------- | ------- | --------- |
| Bob a due maschile     | Romain Heinrich Dorian Hauterville                             | 49"74     | 49"73     | 49"55     | 49"46     | 3'18"48 | 13        |
| Bob a quattro maschile | Loïc Costerg Vincent Ricard Vincent Castell Dorian Hauterville | 49"09     | 49"36     | 49"19     | 49"92     | 3'17"56 | 11        |

(*) Yannis Pujar era presente come riserva.

## Combinata nordica
La Francia ha qualificato nella combinata nordica un totale di cinque atleti(*).
| Gara               | Atleta              | Salto     | Salto | Salto     | Fondo   | Fondo            | Posizione |
| Gara               | Atleta              | Lunghezza | Punti | Posizione | Tempo   | Tempo + distacco | Posizione |
| ------------------ | ------------------- | --------- | ----- | --------- | ------- | ---------------- | --------- |
| Trampolino normale | François Braud      | 101,5 m   | 108,6 | 12º       | 25'12"5 | 26'40"5          | 15º       |
| Trampolino normale | Antoine Gérard      | 96,5 m    | 92,9  | 24º       | 25'05"8 | 27'36"8          | 26º       |
| Trampolino normale | Maxime Laheurte     | 104,5 m   | 110,7 | 10º       | 24'54"5 | 26'14"5          | 11º       |
| Trampolino normale | Jason Lamy-Chappuis | 96,0 m    | 97,7  | 19º       | 25'36"9 | 27'48"9          | 31º       |
| Trampolino lungo   | François Braud      | 121,0 m   | 112,6 | 17º       | 23'39"6 | 25'24"6          | 15º       |
| Trampolino lungo   | Antoine Gérard      | 108,0 m   | 85,5  | 36º       | 23'46"3 | 27'20"3          | 32º       |
| Trampolino lungo   | Maxime Laheurte     | 128,5 m   | 122,6 | 11º       | 24'17"8 | 25'22"8          | 14º       |
| Trampolino lungo   | Jason Lamy-Chappuis | 118,5 m   | 94,9  | 31º       | 24'21"5 | 27'17"5          | 30º       |
| Gara a squadre     | François Braud      | 129,5 m   | 417,9 | 5ª        | 47'28"0 | 48'37"0          | 5ª        |
| Gara a squadre     | Jason Lamy-Chappuis | 127,5 m   | 417,9 | 5ª        | 47'28"0 | 48'37"0          | 5ª        |
| Gara a squadre     | Antoine Gérard      | 127,0 m   | 417,9 | 5ª        | 47'28"0 | 48'37"0          | 5ª        |
| Gara a squadre     | Maxime Laheurte     | 133,0 m   | 417,9 | 5ª        | 47'28"0 | 48'37"0          | 5ª        |

(*) Laurent Mühlethaler era presente ma non ha partecipato alle competizioni

## Pattinaggio di figura
La Francia ha qualificato nel pattinaggio di figura dieci atleti, cinque uomini e cinque donne, in seguito ai Campionati mondiali di pattinaggio di figura 2017.
Nel settembre del 2017 il Comitato Olimpico Francese ha rinunciato alla quota olimpica nella gara di coppia, qualificando quindi solo otto atleti, di cui quattro uomini e quattro donne.
| Gara      | Atleta                                | Programma corto | Programma corto | Programma libero | Programma libero | Totale          | Totale          |
| Gara      | Atleta                                | Punti           | Posizione       | Punti            | Posizione        | Punti           | Posizione       |
| --------- | ------------------------------------- | --------------- | --------------- | ---------------- | ---------------- | --------------- | --------------- |
| Maschile  | Chafik Besseghier                     | 72,10           | 26º             | non qualificato  | non qualificato  | non qualificato | non qualificato |
| Femminile | Maé-Bérénice Méité                    | 53,67           | 22ª Q           | 106,25           | 18ª              | 159,92          | 19ª             |
| Coppie    | Vanessa James Morgan Ciprès           | 75,34           | 6ª Q            | 143,19           | 5ª               | 218,53          | 5ª              |
| Danza     | Gabriella Papadakis Guillaume Cizeron | 81,93           | 2ª Q            | 123,35           | 1ª               | 205,28          |                 |
| Danza     | Marie-Jade Lauriault Romain Le Gac    | 59,97           | 18ª Q           | 89,62            | 17ª              | 149,59          | 17ª             |

Gara a squadre
| Gara   | Atleta                             | Programma corto | Programma corto | Programma libero | Totale | Totale    |
| Gara   | Atleta                             | Punti           | Posizione       | Programma libero | Punti  | Posizione |
| ------ | ---------------------------------- | --------------- | --------------- | ---------------- | ------ | --------- |
| Uomini | Chafik Besseghier                  | 1               | 10º             | non qualificati  | 13     | 8ª        |
| Donne  | Maé-Bérénice Méité                 | 2               | 9ª              | non qualificati  | 13     | 8ª        |
| Coppie | Vanessa James Morgan Ciprès        | 5               | 6ª              | non qualificati  | 13     | 8ª        |
| Danza  | Marie-Jade Lauriault Romain Le Gac | 5               | 6ª              | non qualificati  | 13     | 8ª        |

## Pattinaggio di velocità

### Uomini
| Gara   | Atleta        | Tempo   | Posizione |
| ------ | ------------- | ------- | --------- |
| 1500 m | Alexis Contin | 1'47"33 | 22º       |
| 5000 m | Alexis Contin | 6'18"13 | 11º       |

| Gara       | Atleta        | Semifinali | Semifinali | Semifinali | Finale | Finale  | Finale |
| Gara       | Atleta        | Punti      | Tempo      | Pos.       | Punti  | Tempo   | Pos.   |
| ---------- | ------------- | ---------- | ---------- | ---------- | ------ | ------- | ------ |
| Mass start | Alexis Contin | 3          | 8'28"70    | 8º Q       | 0      | 7'45"64 | 10º    |

## Salto con gli sci
La Francia ha qualificato nel salto con gli sci quattro atleti, due donne e due uomini.

### Donne
| Gara               | Atleta       | Primo salto | Primo salto | Primo salto | Secondo salto | Secondo salto | Secondo salto | Punti totali | Posizione |
| Gara               | Atleta       | Lunghezza   | Punti       | Pos.        | Lunghezza     | Punti         | Pos.          | Punti totali | Posizione |
| ------------------ | ------------ | ----------- | ----------- | ----------- | ------------- | ------------- | ------------- | ------------ | --------- |
| Trampolino normale | Léa Lemare   | 74.5 m      | 62.3        | 29ª         | 93.5 m        | 84.5          | 19ª           | 146.8        | 28ª       |
| Trampolino normale | Lucile Morat | 86.5 m      | 79.7        | 19ª         | 86.5 m        | 75.1          | 27ª           | 154.8        | 21ª       |

### Uomini
| Gara               | Atleta                   | Qualificazioni | Qualificazioni | Qualificazioni | Finale      | Finale      | Finale      | Finale          | Finale          | Finale          | Finale          | Finale          |
| Gara               | Atleta                   | Qualificazioni | Qualificazioni | Qualificazioni | Primo salto | Primo salto | Primo salto | Secondo salto   | Secondo salto   | Secondo salto   | Punti totali    | Posizione       |
| Gara               | Atleta                   | Lunghezza      | Punti          | Pos.           | Lunghezza   | Punti       | Pos.        | Lunghezza       | Punti           | Pos.            | Punti totali    | Posizione       |
| ------------------ | ------------------------ | -------------- | -------------- | -------------- | ----------- | ----------- | ----------- | --------------- | --------------- | --------------- | --------------- | --------------- |
| Trampolino normale | Vincent Descombes Sevoie | 86,5 m         | 92,1           | 44º Q          | 90,0 m      | 82,4        | 43º         | non qualificato | non qualificato | non qualificato | non qualificato | non qualificato |
| Trampolino normale | Jonathan Learoyd         | 94,5 m         | 106,7          | 30º Q          | 98,5 m      | 104,1       | 25º         | 100,5 m         | 103,8           | 21º             | 207,9           | 27º             |
| Trampolino lungo   | Vincent Descombes Sevoie | 114,0 m        | 69,9           | 48º Q          | 105,0 m     | 72,9        | 50º         | non qualificato | non qualificato | non qualificato | non qualificato | non qualificato |
| Trampolino lungo   | Jonathan Learoyd         | 124,0 m        | 92,1           | 34º Q          | 119,5 m     | 100,1       | 41º         | non qualificato | non qualificato | non qualificato | non qualificato | non qualificato |

## Sci alpino

### Uomini
| Gara            | Atleta                   | Tempo              | Tempo              | Tempo              | Posizione |
| Gara            | Atleta                   | 1ª manche          | 2ª manche          | Totale             | Posizione |
| --------------- | ------------------------ | ------------------ | ------------------ | ------------------ | --------- |
| Slalom speciale | Jean-Baptiste Grange     | DNF                | DNF                | DNF                | DNF       |
| Slalom speciale | Victor Muffat Jeandet    | 48"54              | 51"18              | 1'39"72            | 5º        |
| Slalom speciale | Clément Noël             | 48"58              | 51"12              | 1'39"70            | 4º        |
| Slalom speciale | Alexis Pinturault        | 48"34              | 51"41              | 1'39"75            | 6º        |
| Slalom gigante  | Mathieu Faivre           | 1'09"06            | 1'10"93            | 2'19"99            | 7º        |
| Slalom gigante  | Thomas Fanara            | 1'09"22            | 1'10"61            | 2'19"83            | 5º        |
| Slalom gigante  | Victor Muffat Jeandet    | 1'09"44            | 1'10"41            | 2'19"85            | 6º        |
| Slalom gigante  | Alexis Pinturault        | 1'08"90            | 1'10"45            | 2'19"35            |           |
| Combinata       | Thomas Mermillod Blondin | 1'20"89            | 47"13              | 2'08"02            | 6º        |
| Combinata       | Victor Muffat Jeandet    | 1'21"47            | 45"97              | 2'07"54            |           |
| Combinata       | Maxence Muzaton          | 1'20"58            | DNF                | DNF                | DNF       |
| Combinata       | Alexis Pinturault        | 1'20"28            | 46"47              | 2'06"75            |           |
| Gara            | Atleta                   | Tempo unica manche | Tempo unica manche | Tempo unica manche | Posizione |
| Supergigante    | Blaise Giezendanner      | 1'24"82            | 1'24"82            | 1'24"82            | 4º        |
| Supergigante    | Maxence Muzaton          | 1'26"08            | 1'26"08            | 1'26"08            | 18º       |
| Supergigante    | Brice Roger              | 1'26"10            | 1'26"10            | 1'26"10            | 19º       |
| Supergigante    | Adrien Théaux            | 1'25"76            | 1'25"76            | 1'25"76            | 5º        |
| Discesa libera  | Johan Clarey             | 1'42"39            | 1'42"39            | 1'42"39            | 18º       |
| Discesa libera  | Maxence Muzaton          | 1'42"96            | 1'42"96            | 1'42"96            | 23º       |
| Discesa libera  | Brice Roger              | 1'42"39            | 1'42"39            | 1'42"39            | 8º        |
| Discesa libera  | Adrien Théaux            | 1'42"99            | 1'42"99            | 1'42"99            | 26º       |

### Donne
| Gara            | Atleta              | Tempo              | Tempo              | Tempo              | Posizione |
| Gara            | Atleta              | 1ª manche          | 2ª manche          | Totale             | Posizione |
| --------------- | ------------------- | ------------------ | ------------------ | ------------------ | --------- |
| Slalom speciale | Adeline Baud        | 52"65              | DNF                | DNF                | DNF       |
| Slalom speciale | Nastasia Noens      | 51"84              | 50"44              | 1'42"28            | 20ª       |
| Slalom gigante  | Adeline Baud        | 1'12"89            | 1'11"04            | 2'23"93            | 20ª       |
| Slalom gigante  | Taïna Barioz        | 1'13"54            | 1'10"06            | 2'23"60            | 19ª       |
| Slalom gigante  | Tessa Worley        | 1'12"06            | 1'09"00            | 2'21"06            | 7ª        |
| Combinata       | Anne-Sophie Barthet | DNS                | DNS                | DNS                | DNS       |
| Combinata       | Laura Gauché        | 1'42"15            | 42"64              | 2'24"79            | 12ª       |
| Combinata       | Romane Miradoli     | 1'41"83            | DNF                | DNF                | DNF       |
| Gara            | Atleta              | Tempo unica manche | Tempo unica manche | Tempo unica manche | Posizione |
| Supergigante    | Tiffany Gauthier    | 1'22"56            | 1'22"56            | 1'22"56            | 22ª       |
| Supergigante    | Romane Miradoli     | 1'22"36            | 1'22"36            | 1'22"36            | 19ª       |
| Supergigante    | Jennifer Piot       | 1'22"38            | 1'22"38            | 1'22"38            | 20ª       |
| Supergigante    | Tessa Worley        | 1'23"54            | 1'23"54            | 1'23"54            | 28ª       |
| Discesa libera  | Laura Gauché        | 1'42"29            | 1'42"29            | 1'42"29            | 22ª       |
| Discesa libera  | Tiffany Gauthier    | 1'41"04            | 1'41"04            | 1'41"04            | 13ª       |
| Discesa libera  | Romane Miradoli     | 1'41"64            | 1'41"64            | 1'41"64            | 18ª       |
| Discesa libera  | Jennifer Piot       | 1'41"17            | 1'41"17            | 1'41"17            | 16ª       |

### Misto
| Gara           | Atleti                                                                                  | Ottavi di finale | Quarti di finale | Semifinali     | Finale 3º posto |
| -------------- | --------------------------------------------------------------------------------------- | ---------------- | ---------------- | -------------- | --------------- |
| Gara a squadre | Julien Lizeroux Clément Noël Alexis Pinturault Adeline Baud Nastasia Noens Tessa Worley | Canada V 2-2     | Italia V 3-1     | Svizzera P 1-3 | Norvegia P 2-2  |

## Sci di fondo
La Francia ha qualificato nello sci di fondo un totale di tredici atleti, nove uomini e quattro donne.

### Uomini
| Evento                 | Atleta                                                                   | Qualificazioni | Qualificazioni | Quarti di finale | Quarti di finale | Semifinali      | Semifinali      | Finale          | Finale          |
| Evento                 | Atleta                                                                   | Tempo          | Pos.           | Tempo            | Pos.             | Tempo           | Pos.            | Tempo           | Pos.            |
| ---------------------- | ------------------------------------------------------------------------ | -------------- | -------------- | ---------------- | ---------------- | --------------- | --------------- | --------------- | --------------- |
| Sprint                 | Lucas Chanavat                                                           | 3'18"46        | 34º            | non qualificato  | non qualificato  | non qualificato | non qualificato | non qualificato | non qualificato |
| Sprint                 | Baptiste Gros                                                            | 3'16"27        | 20º Q          | 3'18"62          | 2º Q             | 3'27"44         | 6º Q            | non qualificato | non qualificato |
| Sprint                 | Richard Jouve                                                            | 3'17"69        | 29º Q          | 3'12"40          | 3º               | non qualificato | non qualificato | non qualificato | non qualificato |
| Sprint a squadre       | Richard Jouve Maurice Manificat                                          | N.D.           | N.D.           | N.D.             | N.D.             | 16'04"45        | 2º Q            | 15'58"28        |                 |
| Evento                 | Atleta                                                                   | Tempo          | Tempo          | Tempo            | Distacco         | Distacco        | Distacco        | Posizione       | Posizione       |
| 15 km tecnica libera   | Adrien Backscheider                                                      | 35'12"0        | 35'12"0        | 35'12"0          | +1'28"1          | +1'28"1         | +1'28"1         | 17º             | 17º             |
| 15 km tecnica libera   | Jean-Marc Gaillard                                                       | 35'35"2        | 35'35"2        | 35'35"2          | +1'51"3          | +1'51"3         | +1'51"3         | 23º             | 23º             |
| 15 km tecnica libera   | Maurice Manificat                                                        | 34'10"9        | 34'10"9        | 34'10"9          | +27"0            | +27"0           | +27"0           | 5º              | 5º              |
| 15 km tecnica libera   | Clément Parisse                                                          | 35'39"0        | 35'39"0        | 35'39"0          | +1'55"1          | +1'55"1         | +1'55"1         | 26º             | 26º             |
| 50 km tecnica classica | Jean-Marc Gaillard                                                       | 2h14'31"4      | 2h14'31"4      | 2h14'31"4        | +6'09"3          | +6'09"3         | +6'09"3         | 18º             | 18º             |
| 50 km tecnica classica | Clément Parisse                                                          | 2h17'25"4      | 2h17'25"4      | 2h17'25"4        | +9'03"3          | +9'03"3         | +9'03"3         | 24º             | 24º             |
| Skiathlon              | Jean-Marc Gaillard                                                       | 1h18'48"5      | 1h18'48"5      | 1h18'48"5        | +2'28"5          | +2'28"5         | +2'28"5         | 28º             | 28º             |
| Skiathlon              | Jules Lapierre                                                           | 1h17'19"1      | 1h17'19"1      | 1h17'19"1        | +59"1            | +59"1           | +59"1           | 15º             | 15º             |
| Skiathlon              | Maurice Manificat                                                        | 1h16'34"2      | 1h16'34"2      | 1h16'34"2        | +14"2            | +14"2           | +14"2           | 5º              | 5º              |
| Skiathlon              | Clément Parisse                                                          | 1h17'08"6      | 1h17'08"6      | 1h17'08"6        | +48"6            | +48"6           | +48"6           | 13º             | 13º             |
| Staffetta 4x10 km      | Adrien Backscheider Jean-Marc Gaillard Maurice Manificat Clément Parisse | 1h33'41"8      | 1h33'41"8      | 1h33'41"8        | +36"9            | +36"9           | +36"9           |                 |                 |

### Donne
| Evento               | Atleta                                                         | Qualificazioni | Qualificazioni | Quarti di finale | Quarti di finale | Semifinali      | Semifinali      | Finale          | Finale          |
| Evento               | Atleta                                                         | Tempo          | Pos.           | Tempo            | Pos.             | Tempo           | Pos.            | Tempo           | Pos.            |
| -------------------- | -------------------------------------------------------------- | -------------- | -------------- | ---------------- | ---------------- | --------------- | --------------- | --------------- | --------------- |
| Sprint               | Aurore Jéan                                                    | 3'32"45        | 46ª            | non qualificata  | non qualificata  | non qualificata | non qualificata | non qualificata | non qualificata |
| Sprint a squadre     | Coraline Hugue Aurore Jéan                                     | N.D.           | N.D.           | N.D.             | N.D.             | 16'40"40        | 6ª Q            | 16'32"49        | 8ª              |
| Evento               | Atleta                                                         | Tempo          | Tempo          | Tempo            | Distacco         | Distacco        | Distacco        | Posizione       | Posizione       |
| 10 km tecnica libera | Delphine Claudel                                               | 28'58"9        | 28'58"9        | 28'58"9          | +3'58"4          | +3'58"4         | +3'58"4         | 57ª             | 57ª             |
| 10 km tecnica libera | Anouk Faivre-Picon                                             | 27'42"8        | 27'42"8        | 27'42"8          | +2'42"3          | +2'42"3         | +2'42"3         | 35ª             | 35ª             |
| 10 km tecnica libera | Coraline Hugue                                                 | 26'37"9        | 26'37"9        | 26'37"9          | +1'37"4          | +1'37"4         | +1'37"4         | 14ª             | 14ª             |
| 10 km tecnica libera | Aurore Jéan                                                    | 27'12"6        | 27'12"6        | 27'12"6          | +2'12"1          | +2'12"1         | +2'12"1         | 22ª             | 22ª             |
| Skiathlon            | Anouk Faivre-Picon                                             | 42'03"8        | 42'03"8        | 42'03"8          | +1'18"9          | +1'18"9         | +1'18"9         | 13ª             | 13ª             |
| Skiathlon            | Coraline Hugue                                                 | 43'56"2        | 43'56"2        | 43'56"2          | +3'11"3          | +3'11"3         | +3'11"3         | 29ª             | 29ª             |
| Skiathlon            | Aurore Jéan                                                    | 43'00"8        | 43'00"8        | 43'00"8          | +2'15"9          | +2'15"9         | +2'15"9         | 23ª             | 23ª             |
| Staffetta 4x5 km     | Delphine Claudel Anouk Faivre-Picon Coraline Hugue Aurore Jéan | 55'50"2        | 55'50"2        | 55'50"2          | +4'25"9          | +4'25"9         | +4'25"9         | 12ª             | 12ª             |

## Sci freestyle
La Francia ha qualificato nello sci freestyle diciannove atleti, otto donne e undici uomini.

### Gobbe
| Atleta           | Evento    | Qualificazioni | Qualificazioni | Qualificazioni | Qualificazioni | Qualificazioni | Qualificazioni | Qualificazioni | Qualificazioni | Finale          | Finale          | Finale          | Finale          | Finale          | Finale          | Finale          | Finale          | Finale          | Finale          | Finale          | Finale          |
| Atleta           | Evento    | Run 1          | Run 1          | Run 1          | Run 1          | Run 2          | Run 2          | Run 2          | Run 2          | Run 1           | Run 1           | Run 1           | Run 1           | Run 2           | Run 2           | Run 2           | Run 2           | Run 3           | Run 3           | Run 3           | Run 3           |
| Atleta           | Evento    | Tempo          | Punti          | Totale         | Posizione      | Tempo          | Punti          | Totale         | Posizione      | Tempo           | Punti           | Totale          | Posizione       | Tempo           | Punti           | Totale          | Posizione       | Tempo           | Punti           | Totale          | Posizione       |
| ---------------- | --------- | -------------- | -------------- | -------------- | -------------- | -------------- | -------------- | -------------- | -------------- | --------------- | --------------- | --------------- | --------------- | --------------- | --------------- | --------------- | --------------- | --------------- | --------------- | --------------- | --------------- |
| Anthony Benna    | Maschile  | 25"48          | 61,88          | 76,28          | 12º            | 25"45          | 45,86          | 60,30          | 6º Q           | 24"85           | 51,20           | 76,43           | 13º             | non qualificato | non qualificato | non qualificato | non qualificato | non qualificato | non qualificato | non qualificato | non qualificato |
| Benjamin Cavet   | Maschile  | 26"40          | 59,55          | 72,74          | 21º            | 25"42          | 56,55          | 71,03          | 15º            | non qualificato | non qualificato | non qualificato | non qualificato | non qualificato | non qualificato | non qualificato | non qualificato | non qualificato | non qualificato | non qualificato | non qualificato |
| Sacha Theocharis | Maschile  | 24"89          | 61,37          | 76,55          | 10º Q          | Bye            | Bye            | Bye            | Bye            | 23"97           | 60,70           | 77,09           | 12º Q           | 25"40           | 19,98           | 34,49           | 9º              | non qualificato | non qualificato | non qualificato | non qualificato |
| Camille Cabrol   | Femminile | 31"96          | 56,91          | 68,89          | 16ª            | DNF            | DNF            | 68,89          | 12ª            | non qualificata | non qualificata | non qualificata | non qualificata | non qualificata | non qualificata | non qualificata | non qualificata | non qualificata | non qualificata | non qualificata | non qualificata |
| Perrine Laffont  | Femminile | 28"87          | 64,25          | 79172          | 1ª Q           | Bye            | Bye            | Bye            | Bye            | 29"33           | 60,81           | 75,76           | 6ª Q            | 29"78           | 63,42           | 77,86           | 3ª Q            | 29"36           | 63,74           | 78,65           |                 |

### Halfpipe
| Atleta         | Evento    | Qualificazioni | Qualificazioni | Qualificazioni | Qualificazioni | Finale | Finale | Finale | Finale   | Finale    |
| Atleta         | Evento    | Run 1          | Run 2          | Migliore       | Posizione      | Run 1  | Run 2  | Run 3  | Migliore | Posizione |
| -------------- | --------- | -------------- | -------------- | -------------- | -------------- | ------ | ------ | ------ | -------- | --------- |
| Thomas Krief   | Maschile  | 74,40          | 25,80          | 74,40          | 10º Q          | 9,80   | DNS    | DNS    | 9,80     | 10º       |
| Kevin Rolland  | Maschile  | 87,80          | 37,80          | 87,80          | 6º Q           | 6,40   | 6,40   | 5,60   | 6,40     | 11º       |
| Anaïs Caradeux | Femminile | 25,00          | 72,80          | 72,80          | 12ª Q          | DNS    | DNS    | DNS    | DNS      | DNS       |
| Marie Martinod | Femminile | 91,60          | 92,00          | 92,00          | 2ª Q           | 92,20  | 92,60  | 23,20  | 92,60    |           |

### Ski cross
| Atleta                   | Evento    | Qualificazioni | Qualificazioni | Ottavi di finale | Quarti di finale | Semifinali      | Finale          |
| Atleta                   | Evento    | Tempo          | Posizione      | Ottavi di finale | Quarti di finale | Semifinali      | Finale          |
| ------------------------ | --------- | -------------- | -------------- | ---------------- | ---------------- | --------------- | --------------- |
| Arnaud Bovolenta         | Maschile  | 1'10"12        | 14º Q          | 2º Q             | 2º Q             | 3º QB           | 2º              |
| Jean-Frédéric Chapuis    | Maschile  | 1'09"84        | 7º Q           | 2º Q             | 4º               | non qualificato | non qualificato |
| François Place           | Maschile  | 1'10"26        | 18º Q          | 1º Q             | 3º               | non qualificato | non qualificato |
| Térence Tchiknavorian    | Maschile  | 1'10"41        | 24º Q          | DNF              | non qualificato  | non qualificato | non qualificato |
| Alizée Baron             | Femminile | 1'14"11        | 6ª Q           | 1ª Q             | 2ª Q             | DNF QB          | 1ª              |
| Marielle Berger Sabbatel | Femminile | 1'15"60        | 12ª Q          | 2ª Q             | 3ª               | non qualificata | non qualificata |

### Slopestyle
| Atleta           | Evento    | Qualificazioni | Qualificazioni | Qualificazioni | Qualificazioni | Finale          | Finale          | Finale          | Finale          | Finale          |
| Atleta           | Evento    | Run 1          | Run 2          | Migliore       | Posizione      | Run 1           | Run 2           | Run 3           | Migliore        | Posizione       |
| ---------------- | --------- | -------------- | -------------- | -------------- | -------------- | --------------- | --------------- | --------------- | --------------- | --------------- |
| Antoine Adelisse | Maschile  | 10,00          | 17,60          | 17,60          | 30º            | non qualificato | non qualificato | non qualificato | non qualificato | non qualificato |
| Benoit Buratti   | Maschile  | 67,00          | 62,00          | 67,00          | 21º            | non qualificato | non qualificato | non qualificato | non qualificato | non qualificato |
| Lou Barin        | Femminile | 50,60          | 38,40          | 50,60          | 19ª            | non qualificata | non qualificata | non qualificata | non qualificata | non qualificata |
| Kim Lamarre      | Femminile | 69,40          | 28,40          | 69,40          | 15ª            | non qualificata | non qualificata | non qualificata | non qualificata | non qualificata |

## Short track
La Francia ha qualificato nello short track quattro atleti, due uomini e due donne.

### Uomini
| Gara   | Atleta            | Batteria | Batteria | Quarto di finale | Quarto di finale | Semifinale      | Semifinale      | Finale          | Finale          |
| Gara   | Atleta            | Tempo    | Pos.     | Tempo            | Pos.             | Tempo           | Pos.            | Tempo           | Pos.            |
| ------ | ----------------- | -------- | -------- | ---------------- | ---------------- | --------------- | --------------- | --------------- | --------------- |
| 500 m  | Thibaut Fauconnet | 1'04"756 | 4º       | non qualificato  | non qualificato  | non qualificato | non qualificato | non qualificato | non qualificato |
| 500 m  | Sébastien Lepape  | 40"900   | 3º       | non qualificato  | non qualificato  | non qualificato | non qualificato | non qualificato | non qualificato |
| 1000 m | Thibaut Fauconnet | 1'24"381 | 2º Q     | 1'24"344         | 3º               | non qualificato | non qualificato | non qualificato | non qualificato |
| 1000 m | Sébastien Lepape  | 1'23"489 | 3º       | non qualificato  | non qualificato  | non qualificato | non qualificato | non qualificato | non qualificato |
| 1500 m | Thibaut Fauconnet | 2'15"768 | 2° Q     | N.D.             | N.D.             | 2'12"049        | 2° Q            | 2'53"150        | 7°              |
| 1500 m | Sébastien Lepape  | 2'13"965 | 2° Q     | N.D.             | N.D.             | 2'11"967        | 5°              | non qualificato | non qualificato |

### Donne
| Gara   | Atleta               | Batteria | Batteria | Quarto di finale | Quarto di finale | Semifinale      | Semifinale      | Finale          | Finale          |
| Gara   | Atleta               | Tempo    | Pos.     | Tempo            | Pos.             | Tempo           | Pos.            | Tempo           | Pos.            |
| ------ | -------------------- | -------- | -------- | ---------------- | ---------------- | --------------- | --------------- | --------------- | --------------- |
| 500 m  | Tifany Huot-Marchand | 44"659   | 3ª       | non qualificata  | non qualificata  | non qualificata | non qualificata | non qualificata | non qualificata |
| 500 m  | Véronique Pierron    | 43"148   | 4ª       | non qualificata  | non qualificata  | non qualificata | non qualificata | non qualificata | non qualificata |
| 1000 m | Véronique Pierron    | 1'35"299 | 2ª Q     | 1'30"323         | 4ª               | non qualificata | non qualificata | non qualificata | non qualificata |
| 1500 m | Tifany Huot-Marchand | 2'29"996 | 4ª       | N.D.             | N.D.             | non qualificata | non qualificata | non qualificata | non qualificata |
| 1500 m | Véronique Pierron    | 2'22"119 | 3ª Q     | N.D.             | N.D.             | 2'28"023        | 5ª              | non qualificata | non qualificata |

## Snowboard

### Freestyle
| Gara                 | Atleta           | Qualificazioni | Qualificazioni | Qualificazioni | Qualificazioni | Finale          | Finale          | Finale          | Finale          | Finale          |
| Gara                 | Atleta           | Prova 1        | Prova 2        | Migliore       | Posizione      | Prova 1         | Prova 2         | Prova 3         | Migliore        | Posizione       |
| -------------------- | ---------------- | -------------- | -------------- | -------------- | -------------- | --------------- | --------------- | --------------- | --------------- | --------------- |
| Slopestyle femminile | Lucile Lefevre   | CAN            | CAN            | CAN            | CAN            | 28,35           | 17,31           | CAN             | 28,35           | 25ª             |
| Halfpipe femminile   | Clémence Grimal  | 14,25          | 13,00          | 14,25          | 24ª            | non qualificata | non qualificata | non qualificata | non qualificata | non qualificata |
| Halfpipe femminile   | Sophie Rodriguez | 65,00          | 13,50          | 65,00          | 9ª Q           | 50,50           | 14,75           | 13,75           | 50,50           | 10ª             |
| Halfpipe femminile   | Mirabelle Thovex | 62,25          | 64,25          | 64,25          | 10ª Q          | 59,50           | 30,25           | 63,00           | 63,00           | 9ª              |

### Parallelo
| Gara                              | Atleta         | Qualificazioni | Qualificazioni | Ottavo di finale       | Quarto di finale   | Semifinale         | Finale 3º posto  |
| Gara                              | Atleta         | Tempo          | Pos.           | Avversario             | Avversario         | Avversario         | Avversario       |
| --------------------------------- | -------------- | -------------- | -------------- | ---------------------- | ------------------ | ------------------ | ---------------- |
| Slalom gigante parallelo maschile | Sylvain Dufour | 1'25"27        | 4º Q           | O. Kwiatkowski V -0"10 | E. Coratti V -0"19 | N. Galmarini P DNF | Ž. Košir P +1"49 |

### Cross
| Gara                      | Atleta                          | Qualificazioni | Qualificazioni | Ottavo di finale | Quarto di finale | Semifinale      | Finale          |
| Gara                      | Atleta                          | Tempo          | Posizione      | Ottavo di finale | Quarto di finale | Semifinale      | Finale          |
| ------------------------- | ------------------------------- | -------------- | -------------- | ---------------- | ---------------- | --------------- | --------------- |
| Snowboard cross maschile  | Loan Bozzolo                    | 1'16"11        | 35º Q          | 3º Q             | DNF              | non qualificato | non qualificato |
| Snowboard cross maschile  | Merlin Surget                   | 1'13"82        | 5º Q           | 3º Q             | DNF              | non qualificato | non qualificato |
| Snowboard cross maschile  | Pierre Vaultier                 | 1'13"14        | 1º Q           | 2º Q             | 1º Q             | 3º Q            |                 |
| Snowboard cross maschile  | Ken Vuagnoux                    | 1'14"29        | 10º Q          | 2º Q             | DNF              | non qualificato | non qualificato |
| Snowboard cross femminile | Charlotte Bankes                | 1'18"18        | 5ª Q           | N.D.             | 3ª Q             | DNF             | 7ª              |
| Snowboard cross femminile | Nelly Moenne-Loccoz             | 1'20"23        | 8ª Q           | N.D.             | 3ª Q             | 5ª Q            | 10ª             |
| Snowboard cross femminile | Julia Pereira de Sousa-Mabileau | 1'20"17        | 15ª Q          | N.D.             | 2ª Q             | 2ª Q            |                 |
| Snowboard cross femminile | Chloé Trespeuch                 | 1'18"51        | 6ª Q           | N.D.             | 1ª Q             | 2ª Q            | 5ª              |